# Ferm (elektronarzędzia)
Ferm – holenderska firma produkująca różnego rodzaju elektronarzędzia, założona w 1965 roku przez Willema Bakkera, który wraz ze swoją żoną Jantiną Anną Bakker-van Ingen, sworzył fabrykę Ferm od samych podstaw, aż do rangi dobrze usytuowanego na międzynarodowym rynku przedsiębiorstwa.
Od końca lat 90., pod przewodnictwem J.A. Bakker-van Ingen, Ferm poczynił ogromny postęp wkraczając dynamicznie na rynki wielu krajów świata, w tym także do Polski. 
Poza placówką w Zwolle (Holandia), Ferm posiada filie w Szanghaju Ferm Global oraz agencje w kilku krajach europejskich (m.in. w Niemczech). Każdego roku, prawie 2500 kontenerów z narzędziami dociera do sklepów, centrów artykułów do prac wykończeniowych, przede wszystkim w Europie oraz Australii. 